# Kvalifikace na Mistrovství světa ve fotbale 1986 (UEFA)
Kvalifikace na Mistrovství světa ve fotbale 1986 zóny UEFA určila 12 účastníků finálového turnaje a účastníka mezikontinentální baráže proti vítězi zóny OFC.
Celkem 32 reprezentací bylo rozlosováno do 7 skupin po čtyřech, resp. pěti týmech. Z pětičlenných skupin postupovaly první dva týmy přímo na MS. Ze tři čtyřlenných skupin postupovali přímo pouze vítězové, zatímco na trojici týmů ze druhých míst těchto skupn čekala baráž. Jeden z těchto celků byl nalosován do mezikontinentální baráže proti vítězi zóny OFC, zatímco zbylé dva se utkaly systémem doma a venku o zbylou místenku.

## Skupina 1
| Poř. | Tým     | B | Z | V | R | P | VG | IG | +/- |
| ---- | ------- | - | - | - | - | - | -- | -- | --- |
| 1    | Polsko  | 8 | 6 | 3 | 2 | 1 | 10 | 6  | 4   |
| 2    | Belgie  | 8 | 6 | 3 | 2 | 1 | 7  | 3  | 4   |
| 3    | Albánie | 4 | 6 | 1 | 2 | 3 | 6  | 9  | -3  |
| 4    | Řecko   | 4 | 6 | 1 | 2 | 3 | 5  | 10 | -5  |

| Datum                     | Domácí  | Výsledek | Hosté   |
| ------------------------- | ------- | -------- | ------- |
| 17. října 1984, Brusel    | Belgie  | 3 – 1    | Albánie |
| 17. října 1984, Zabrze    | Polsko  | 3 – 1    | Řecko   |
| 31. října 1984, Mielec    | Polsko  | 2 – 2    | Albánie |
| 19. prosince 1984, Athény | Řecko   | 0 – 0    | Belgie  |
| 22. prosince 1984, Tirana | Albánie | 2 – 0    | Belgie  |
| 27. února 1985, Athény    | Řecko   | 2 – 0    | Albánie |
| 27. března 1985, Brusel   | Belgie  | 2 – 0    | Řecko   |
| 1. května 1985, Brusel    | Belgie  | 2 – 0    | Polsko  |
| 19. května 1985, Athény   | Řecko   | 1 – 4    | Polsko  |
| 30. května 1985, Tirana   | Albánie | 0 – 1    | Polsko  |
| 11. září 1985, Chořov     | Polsko  | 0 – 0    | Belgie  |
| 30. října 1985, Tirana    | Albánie | 1 – 1    | Řecko   |

Polsko postoupilo na Mistrovství světa ve fotbale 1986. Belgie postoupila do baráže.

## Skupina 2
| Poř. | Tým            | B  | Z | V | R | P | VG | IG | +/- |
| ---- | -------------- | -- | - | - | - | - | -- | -- | --- |
| 1    | SRN            | 12 | 8 | 5 | 2 | 1 | 22 | 9  | 13  |
| 2    | Portugalsko    | 10 | 8 | 5 | 0 | 3 | 12 | 10 | 2   |
| 3    | Švédsko        | 9  | 8 | 4 | 1 | 3 | 14 | 9  | 5   |
| 4    | Československo | 8  | 8 | 3 | 2 | 3 | 11 | 12 | -1  |
| 5    | Malta          | 1  | 8 | 0 | 1 | 7 | 6  | 25 | -19 |

| Datum                           | Domácí         | Výsledek | Hosté          |
| ------------------------------- | -------------- | -------- | -------------- |
| 23. května 1984, Norrköping     | Švédsko        | 4 – 0    | Malta          |
| 12. září 1984, Stockholm        | Švédsko        | 0 – 1    | Portugalsko    |
| 14. října 1984, Porto           | Portugalsko    | 2 – 1    | Československo |
| 17. října 1984, Kolín nad Rýnem | SRN            | 2 – 0    | Švédsko        |
| 31. října 1984, Praha           | Československo | 4 – 0    | Malta          |
| 14. listopadu 1984, Lisabon     | Portugalsko    | 1 – 3    | Švédsko        |
| 16. prosince 1984, Valletta     | Malta          | 2 – 3    | SRN            |
| 10. února 1985, Valletta        | Malta          | 1 – 3    | Portugalsko    |
| 24. února 1985, Lisabon         | Portugalsko    | 1 – 2    | SRN            |
| 27. března 1985, Saarbrücken    | SRN            | 6 – 0    | Malta          |
| 21. dubna 1985, Valletta        | Malta          | 0 – 0    | Československo |
| 30. dubna 1985, Praha           | Československo | 1 – 5    | SRN            |
| 5. června 1985, Stockholm       | Švédsko        | 2 – 0    | Československo |
| 25. září 1985, Stockholm        | Švédsko        | 2 – 2    | SRN            |
| 25. září 1985, Praha            | Československo | 1 – 0    | Portugalsko    |
| 12. října 1985, Lisabon         | Portugalsko    | 3 – 2    | Malta          |
| 16. října 1985, Praha           | Československo | 2 – 1    | Švédsko        |
| 16. října 1985, Stuttgart       | SRN            | 0 – 1    | Portugalsko    |
| 17. listopadu 1985, Mnichov     | SRN            | 2 – 2    | Československo |
| 17. listopadu 1985, Valletta    | Malta          | 1 – 2    | Švédsko        |

Týmy Německo a Portugalsko postoupily na Mistrovství světa ve fotbale 1986.

## Skupina 3
| Poř. | Tým           | B  | Z | V | R | P | VG | IG | +/- |
| ---- | ------------- | -- | - | - | - | - | -- | -- | --- |
| 1    | Anglie        | 12 | 8 | 4 | 4 | 0 | 21 | 2  | 19  |
| 2    | Severní Irsko | 10 | 8 | 4 | 2 | 2 | 8  | 5  | 3   |
| 3    | Rumunsko      | 9  | 8 | 3 | 3 | 2 | 12 | 7  | 5   |
| 4    | Finsko        | 8  | 8 | 3 | 2 | 3 | 7  | 12 | -5  |
| 5    | Turecko       | 1  | 8 | 0 | 1 | 7 | 2  | 24 | -22 |

| Datum                        | Domácí        | Výsledek | Hosté         |
| ---------------------------- | ------------- | -------- | ------------- |
| 27. května 1984, Pori        | Finsko        | 1 – 0    | Severní Irsko |
| 12. září 1984, Belfast       | Severní Irsko | 3 – 2    | Rumunsko      |
| 17. října 1984, Londýn       | Anglie        | 5 – 0    | Finsko        |
| 31. října 1984, Antalya      | Turecko       | 1 – 2    | Finsko        |
| 14. listopadu 1984, Belfast  | Severní Irsko | 2 – 1    | Finsko        |
| 14. listopadu 1984, Istanbul | Turecko       | 0 – 8    | Anglie        |
| 27. února 1985, Belfast      | Severní Irsko | 0 – 1    | Anglie        |
| 3. dubna 1985, Craiova       | Rumunsko      | 3 – 0    | Turecko       |
| 1. května 1985, Belfast      | Severní Irsko | 2 – 0    | Turecko       |
| 1. května 1985, Bukurešť     | Rumunsko      | 0 – 0    | Anglie        |
| 22. května 1985, Helsinky    | Finsko        | 1 – 1    | Anglie        |
| 6. června 1985, Helsinky     | Finsko        | 1 – 1    | Rumunsko      |
| 28. srpna 1985, Temešvár     | Rumunsko      | 2 – 0    | Finsko        |
| 11. září 1985, Smyrna        | Turecko       | 0 – 0    | Severní Irsko |
| 11. září 1985, Londýn        | Anglie        | 1 – 1    | Rumunsko      |
| 25. září 1985, Tampere       | Finsko        | 1 – 0    | Turecko       |
| 16. října 1985, Londýn       | Anglie        | 5 – 0    | Turecko       |
| 16. října 1985, Bukurešť     | Rumunsko      | 0 – 1    | Severní Irsko |
| 13. listopadu 1985, Smyrna   | Turecko       | 1 – 3    | Rumunsko      |
| 13. listopadu 1985, Londýn   | Anglie        | 0 – 0    | Severní Irsko |

Týmy Anglie a Severní Irsko postoupily na Mistrovství světa ve fotbale 1986.

## Skupina 4
| Poř. | Tým         | B  | Z | V | R | P | VG | IG | +/- |
| ---- | ----------- | -- | - | - | - | - | -- | -- | --- |
| 1    | Francie     | 11 | 8 | 5 | 1 | 2 | 15 | 4  | 11  |
| 2    | Bulharsko   | 11 | 8 | 5 | 1 | 2 | 13 | 5  | 8   |
| 3    | NDR         | 10 | 8 | 5 | 0 | 3 | 16 | 9  | 7   |
| 4    | Jugoslávie  | 8  | 8 | 3 | 2 | 3 | 7  | 8  | -1  |
| 5    | Lucembursko | 0  | 8 | 0 | 0 | 8 | 2  | 27 | -25 |

| Datum                                | Domácí      | Výsledek | Hosté       |
| ------------------------------------ | ----------- | -------- | ----------- |
| 29. září 1984, Bělehrad              | Jugoslávie  | 0 – 0    | Bulharsko   |
| 13. října 1984, Lucemburk            | Lucembursko | 0 – 4    | Francie     |
| 20. října 1984, Lipsko               | NDR         | 2 – 3    | Jugoslávie  |
| 17. listopadu 1984, Esch-sur-Alzette | Lucembursko | 0 – 5    | NDR         |
| 21. listopadu 1984, Paříž            | Francie     | 1 – 0    | Bulharsko   |
| 5. prosince 1984, Sofia              | Bulharsko   | 4 – 0    | Lucembursko |
| 8. prosince 1984, Paříž              | Francie     | 2 – 0    | NDR         |
| 27. března 1985, Zenica              | Jugoslávie  | 1 – 0    | Lucembursko |
| 3. dubna 1985, Sarajevo              | Jugoslávie  | 0 – 0    | Francie     |
| 6. dubna 1985, Sofia                 | Bulharsko   | 1 – 0    | NDR         |
| 1. května 1985, Lucemburk            | Lucembursko | 0 – 1    | Jugoslávie  |
| 2. května 1985, Sofia                | Bulharsko   | 2 – 0    | Francie     |
| 18. května 1985, Potsdam             | NDR         | 3 – 1    | Lucembursko |
| 1. června 1985, Sofia                | Bulharsko   | 2 – 1    | Jugoslávie  |
| 11. září 1985, Lipsko                | NDR         | 2 – 0    | Francie     |
| 25. září 1985, Lucemburk             | Lucembursko | 1 – 3    | Bulharsko   |
| 28. září 1985, Bělehrad              | Jugoslávie  | 1 – 2    | NDR         |
| 30. října 1985, Paříž                | Francie     | 6 – 0    | Lucembursko |
| 16. listopadu 1985, Paříž            | Francie     | 2 – 0    | Jugoslávie  |
| 16. listopadu 1985, Saská Kamenice   | NDR         | 2 – 1    | Bulharsko   |

Týmy Francie a Bulharsko postoupily na Mistrovství světa ve fotbale 1986.

## Skupina 5
| Poř. | Tým        | B  | Z | V | R | P | VG | IG | +/- |
| ---- | ---------- | -- | - | - | - | - | -- | -- | --- |
| 1    | Maďarsko   | 10 | 6 | 5 | 0 | 1 | 12 | 4  | 8   |
| 2    | Nizozemsko | 7  | 6 | 3 | 1 | 2 | 11 | 5  | 6   |
| 3    | Rakousko   | 7  | 6 | 3 | 1 | 2 | 9  | 8  | 1   |
| 4    | Kypr       | 0  | 6 | 0 | 0 | 6 | 3  | 18 | -15 |

| Datum                       | Domácí     | Výsledek | Hosté      |
| --------------------------- | ---------- | -------- | ---------- |
| 2. května 1984, Nikósie     | Kypr       | 1 – 2    | Rakousko   |
| 26. září 1984, Budapešť     | Maďarsko   | 3 – 1    | Rakousko   |
| 17. října 1984, Rotterdam   | Nizozemsko | 1 – 2    | Maďarsko   |
| 14. listopadu 1984, Vídeň   | Rakousko   | 1 – 0    | Nizozemsko |
| 17. listopadu 1984, Lemesos | Kypr       | 1 – 2    | Maďarsko   |
| 23. prosince 1984, Nikósie  | Kypr       | 0 – 1    | Nizozemsko |
| 27. února 1985, Amsterdam   | Nizozemsko | 7 – 1    | Kypr       |
| 3. dubna 1985, Budapešť     | Maďarsko   | 2 – 0    | Kypr       |
| 17. dubna 1985, Vídeň       | Rakousko   | 0 – 3    | Maďarsko   |
| 1. května 1985, Rotterdam   | Nizozemsko | 1 – 1    | Rakousko   |
| 7. května 1985, Graz        | Rakousko   | 4 – 0    | Kypr       |
| 14. května 1985, Budapešť   | Maďarsko   | 0 – 1    | Nizozemsko |

Maďarsko postoupilo na Mistrovství světa ve fotbale 1986. Nizozemsko postoupilo do baráže.

## Skupina 6
| Poř. | Tým           | B  | Z | V | R | P | VG | IG | +/- |
| ---- | ------------- | -- | - | - | - | - | -- | -- | --- |
| 1    | Dánsko        | 11 | 8 | 5 | 1 | 2 | 17 | 6  | 11  |
| 2    | Sovětský svaz | 10 | 8 | 4 | 2 | 2 | 13 | 8  | 5   |
| 3    | Švýcarsko     | 8  | 8 | 2 | 4 | 2 | 5  | 10 | -5  |
| 4    | Irsko         | 6  | 8 | 2 | 2 | 4 | 5  | 10 | -5  |
| 5    | Norsko        | 5  | 8 | 1 | 3 | 4 | 4  | 10 | -6  |

| Datum                       | Domácí        | Výsledek | Hosté         |
| --------------------------- | ------------- | -------- | ------------- |
| 12. září 1984, Dublin       | Irsko         | 1 – 0    | Sovětský svaz |
| 12. září 1984, Oslo         | Norsko        | 0 – 1    | Švýcarsko     |
| 26. září 1984, Kodaň        | Dánsko        | 1 – 0    | Norsko        |
| 10. října 1984, Oslo        | Norsko        | 1 – 1    | Sovětský svaz |
| 17. října 1984, Bern        | Švýcarsko     | 1 – 0    | Dánsko        |
| 17. října 1984, Oslo        | Norsko        | 1 – 0    | Irsko         |
| 14. listopadu 1984, Kodaň   | Dánsko        | 3 – 0    | Irsko         |
| 17. dubna 1985, Bern        | Švýcarsko     | 2 – 2    | Sovětský svaz |
| 1. května 1985, Dublin      | Irsko         | 0 – 0    | Norsko        |
| 2. května 1985, Moskva      | Sovětský svaz | 4 – 0    | Švýcarsko     |
| 2. června 1985, Dublin      | Irsko         | 3 – 0    | Švýcarsko     |
| 5. června 1985, Kodaň       | Dánsko        | 4 – 2    | Sovětský svaz |
| 11. září 1985, Bern         | Švýcarsko     | 0 – 0    | Irsko         |
| 25. září 1985, Moskva       | Sovětský svaz | 1 – 0    | Dánsko        |
| 9. října 1985, Kodaň        | Dánsko        | 0 – 0    | Švýcarsko     |
| 16. října 1985, Oslo        | Norsko        | 1 – 5    | Dánsko        |
| 16. října 1985, Moskva      | Sovětský svaz | 2 – 0    | Irsko         |
| 30. října 1985, Moskva      | Sovětský svaz | 1 – 0    | Norsko        |
| 13. listopadu 1985, Dublin  | Irsko         | 1 – 4    | Dánsko        |
| 13. listopadu 1985, Lucerne | Švýcarsko     | 1 – 1    | Norsko        |

Týmy Dánsko a SSSR postoupily na Mistrovství světa ve fotbale 1986.

## Skupina 7
| Poř. | Tým       | B | Z | V | R | P | VG | IG | +/- |
| ---- | --------- | - | - | - | - | - | -- | -- | --- |
| 1    | Španělsko | 8 | 6 | 4 | 0 | 2 | 9  | 8  | 1   |
| 2    | Skotsko   | 7 | 6 | 3 | 1 | 2 | 8  | 4  | 4   |
| 3    | Wales     | 7 | 6 | 3 | 1 | 2 | 7  | 6  | 1   |
| 4    | Island    | 2 | 6 | 1 | 0 | 5 | 4  | 10 | -6  |

| Datum                       | Domácí    | Výsledek | Hosté     |
| --------------------------- | --------- | -------- | --------- |
| 12. září 1984, Reykjavík    | Island    | 1 – 0    | Wales     |
| 17. října 1984, Glasgow     | Skotsko   | 3 – 0    | Island    |
| 17. října 1984, Sevilla     | Španělsko | 3 – 0    | Wales     |
| 14. listopadu 1984, Cardiff | Wales     | 2 – 1    | Island    |
| 14. listopadu 1984, Glasgow | Skotsko   | 3 – 1    | Španělsko |
| 27. února 1985, Sevilla     | Španělsko | 1 – 0    | Skotsko   |
| 27. března 1985, Glasgow    | Skotsko   | 0 – 1    | Wales     |
| 30. dubna 1985, Wrexham     | Wales     | 3 – 0    | Španělsko |
| 28. května 1985, Reykjavík  | Island    | 0 – 1    | Skotsko   |
| 12. června 1985, Reykjavík  | Island    | 1 – 2    | Španělsko |
| 10. září 1985, Cardiff      | Wales     | 1 – 1    | Skotsko   |
| 25. září 1985, Sevilla      | Španělsko | 2 – 1    | Island    |

Španělsko postoupilo na Mistrovství světa ve fotbale 1986. Skotsko postoupilo do mezikontinentální baráže proti vítězi zóny OFC.

## Baráž
| Datum                         | Domácí     | Výsledek | Hosté      |
| ----------------------------- | ---------- | -------- | ---------- |
| 16. října 1985, Brusel        | Belgie     | 1 – 0    | Nizozemsko |
| 20. listopadu 1985, Rotterdam | Nizozemsko | 2 – 1    | Belgie     |

Celkové skóre dvojzápasu bylo 2:2. Belgie postoupila na Mistrovství světa ve fotbale 1986 díky více vstřeleným gólům na hřišti soupeře.